# Deutsche Gesellschaft für Sozialwissenschaftliche Sexualforschung
Die Deutsche Gesellschaft für Sozialwissenschaftliche Sexualforschung e. V. (DGSS) ist eine sexualwissenschaftliche Fachgesellschaft mit dem Forschungsschwerpunkt auf den sozialwissenschaftlichen Aspekten der menschlichen Sexualität.

## Geschichte
Die Gesellschaft wurde am 1. Oktober 1971 in Düsseldorf von Rolf Gindorf zunächst unter dem Namen Gesellschaft zur Förderung Sozialwissenschaftlicher Sexualforschung (GFSS) gegründet. Gindorf war auch bis 1979 Präsident, ihm folgten Helmut Kentler (1979–1982), Ernest Bornemann (1982–1986), Erwin J. Haeberle (1986–2002), Gunter Runkel (2002–2006) und Jakob Pastötter (seit 2006).
1978 erweiterte der Verein seine Tätigkeit um den Bereich Beratung und Therapie; das Institut für Lebens- und Sexualberatung wurde gegründet und damit die schon von Beginn an unter dem Dach der Gesellschaft erfolgten Beratungsleistungen ausgegliedert. Seit 1983 werden auch eine AIDS-Beratung und ein HIV-Antikörpertest angeboten. Ab dem Jahr 1986 wird die Schriftenreihe Sozialwissenschaftliche Sexualforschung herausgegeben. Seit 1990 wird die Magnus-Hirschfeld-Medaille für besondere Verdienste um Sexualwissenschaft und Sexualreform verliehen. Im selben Jahr wurde, zusammen mit dem X. DGSS-Kongress, nach 1921 und 1926 die III. Internationale Berliner Konferenz für Sexualwissenschaft abgehalten, die neben der DGSS von vier weiteren sexologischen Fachgesellschaften getragen wurde. Dort wurde einstimmig eine Sexualpolitische Resolution beschlossen, die aussagt, dass Hetero-, Homo- und Bisexualität „gleich akzeptable Varianten der menschlichen Sexualität“ seien. Eine Vorverurteilung oder Diskriminierung, ob rechtlich oder gesellschaftlich, dürfe es nicht geben. Die Resolution wurde u. a. in der Süddeutschen Zeitung abgedruckt.
Die XIV. Fachtagung im Jahre 2000 wurde mit dem sexologischen Dachverband European Federation of Sexology abgehalten. 270 Delegierte aus 34 Staaten diskutierten vier Tage lang über das Gesamtgebiet der menschlichen Sexualität. Außerdem nahmen an dem Kongress mehrere deutsche und europäische Politiker teil, die offen homosexuell leben.
Im Jahr 2008 fand die bisher größte sexualwissenschaftliche Befragung in Deutschland statt, die nachfolgend im Pro7–Sexreport präsentiert wurde. Über 55.000 Männer und Frauen ab 14 Jahren nahmen mittels Internet teil und beantworteten 230 Fragen. Neben allgemeinen Fragen wie etwa zum Beginn ihrer Pubertät und der bisherigen Anzahl von Sexualpartnern waren dies Fragen zum eigenen Körper, zum sexuellen Verlangen und zur Selbstbefriedigung, zum Zusammenhang zwischen eigener Sexualität und Erfahrungen von Macht und Gewalt, zu gesundheitlichen Aspekten von Sexualität, zu Pornographie, Prostitution und Internet, sowie sexualitätsbezogene Einschätzungsfragen.

## Aufgabenbereiche
Der Verein publiziert deren Ergebnisse in der Schriftenreihe Sozialwissenschaftliche Sexualforschung, die bisher vier Bände umfasst:
- Sexualität als sozialer Tatbestand. Theoretische und empirische Beiträge zu einer Soziologie der Sexualitäten (Bd. 1, 1986);
- Sexualitäten in unserer Gesellschaft. Beiträge zur Geschichte, Theorie und Empirie (Bd. 2, 1989);
- Sexualwissenschaft und Sexualpolitik. Spannungsverhältnisse in Europa, Amerika und Asien (Bd. 3, 1992).
- G. Runkel: Die Sexualität in der Gesellschaft (2003 (für die DGSS))

Des Weiteren geben Mitglieder der DGSS Publikationen heraus, die in unmittelbarem Zusammenhang mit Forschung und Beratung der DGSS stehen; so publizierte der damalige Präsident Rolf Gindorf schon in den 1970ern und 1980ern, als der Homosexuellen-Sonderparagraph 175 noch existent war, in verschiedenen Fachpublikationen wie dem Fachmagazin Psychologie Heute seine Erfahrungen mit der positiven Homo- und Bisexuellen-Beratung. Die Forschungsergebnisse wurden auch in einer Reihe von Büchern publiziert.
Ein Schwerpunkt des der DGSS angegliederten DGSS-Instituts ist Schwulen- und Bisexuellen-Beratung durch sexualwissenschaftlich ausgebildete, selbst offen schwul lebende Fachberater unter Leitung von Rolf Gindorf. Eine Beratung ist auch bei anderen Problemen mit der eigenen Sexualität, beispielsweise bei sexuellen Funktionsstörungen oder Paraphilien, möglich. Eine Beratung erfolgt persönlich, telefonisch oder, wo dies möglich erscheint, auch per E-Mail. Jugendliche erhalten immer kostenfreie Beratung, auch der telefonische Beratungs- und Auskunftsdienst inkl. „Gay Switchboard“ erfolgt ohne Kosten für den Ratsuchenden. Wenn ein Honorar nötig sein sollte, wird dies nach den finanziellen Möglichkeiten des Klienten ausgerichtet; eine Abweisung wegen fehlender finanzieller Mittel soll nicht erfolgen. Das Institut befindet sich in Düsseldorf.

## Internationale Kongresse
Der Verein führte zunächst jährlich und inzwischen alle zwei Jahre eine sexologische Fachtagung durch, an denen Experten aus vielen verschiedenen Ländern teilnehmen. Bisher gab es 19 solcher Kongresse, die mehrmals auch zusammen mit anderen Organisationen veranstaltet wurden. Am Rande findet meistens auch die Mitgliederversammlung statt.
Liste:
- Heterosexualität und Homosexualität: zwangsläufige Dichotomie? (Düsseldorf, 1974)
- Sexualtheorien (Düsseldorf, 1975)
- Geschlechtsrollen-Stereotypien: Soziale Bedingungen, Soziale Folgen, Reaktionen (Düsseldorf, 1976)
- Elternrecht und Sexualerziehung (Düsseldorf, 1977)
- Sexualität und Gewalt (Bonn, 1979)
- Sexualberatung (Bonn, 1981)
- Die Sexualität des Menschen:  ein sozialer Tatbestand? (Düsseldorf, 1984)
- Sexualitäten in unserer Gesellschaft (Düsseldorf, 1986)
- Sexualwissenschaft und Sexualpolitik / Schwerpunkt: AIDS (Düsseldorf, 1988, unter der Schirmherrschaft der Bundesministerin für Jugend, Familie, Frauen und Gesundheit)
- Bisexualitäten (Berlin, 1990, als III. Internationale Berliner Konferenz für Sexualwissenschaft, unter der Schirmherrschaft des Ministers für Gesundheit der DDR und des Senators für Wissenschaft und Forschung von West-Berlin)
- Sexualität, Recht und Ethik (Berlin, 1992, als IV. Internationale Berliner Konferenz für Sexualwissenschaft, unter der Schirmherrschaft des Berliner Senators für Wissenschaft und Forschung)
- Vom Sinn und Nutzen der Sexualwissenschaft (Berlin, 1994, als V. Internationale Berliner Konferenz für Sexualwissenschaft)
- 100 Jahre Schwulenbewegung (Berlin, 1997, als VI. Internationale Berliner Konferenz für Sexualwissenschaft)
- For A Millennium of Sexual Health (Berlin, 2000, mit dem 5. Kongress der European Federation of Sexology (EFS))
- Sexualitäten im 3. Jahrtausend: Neuere Entwicklungen in der Sexualforschung (Lüneburg,  2002)[8]
- Sexualitäten und Sozialer Wandel (Lüneburg, 2004)
- Sexualität und Liebe (Lüneburg, 2006)
- Sexualität und Medien (München, 2008)
- Sexualitäten und Umwelt (München, 2010)
- Sexualitäten, Macht, Pornographie (München, 2012)
- Sexuelle Gesundheit (Antalya, 2014)[9]

## Mitglieder
Die Mitglieder wählen alle zwei Jahre ein neues Präsidium, zuletzt 2012. Seit 2006 ist Jakob Pastötter Präsident, ihm zur Seite stehen Karla Etschenberg als Vizepräsidentin und Wolfgang Gindorf als Sekretär. Ehrenpräsidenten sind bzw. waren Rolf Gindorf und Ernst Bornemann. Die DGSS besitzt weiterhin ein Internationales Kuratorium, in dem sich zahlreiche bekannte Sexologen wie John Money, John DeCecco, John Gagnon, Igor Semjonowitsch Kon, Martin S. Weinberg, William Granzig, Liu Dalin oder Emil Man Lun Ng engagieren bzw. engagierten. Weitere bekannte Mitglieder sind bzw. waren der Soziologe Rüdiger Lautmann oder der Sexualaufklärer Oswalt Kolle.